# Ladera Heights
Ladera Heights est une census-designated place de Californie dans le comté de Los Angeles. En 2000, la population comptait 6 568 habitants.